# عبد الكريم بن عجرد
عبد الكريم بن عجرد هو زعيم من زعماء الخوارج، كان رجلا من العطوية، أي من أتباع عطية بن الأسود الحنفي بسجستان، فهو في أصل مذهبه من النجدات، ونسبه ابن حزم إلى الصفرية، وأشار الشهرستاني إلى أنَّه كان في الأصل من أصحاب أبي بيهس. والظاهر أنَّ أصل عبد الكريم بن عجرد من أهل فارس كما أنَّ جلَّ أتباعه من الفرس كذلك.
تنسب إلى عبد الكريم بن عجرد فرقة العجاردة التي نشأت في سجستان. يقول الإمام البغدادي: وأما الخوارج فإنها لما اختلفت أصبحت عشرين فرقة منها: المحكمة الأولى والأزارقة ثم النجدات ثم الصفرية ثم العجاردة.
ولمـَّا شاع ذكر عبد الكريم هذا ودخل في فتنته كثير من الناس أخذه خالد بن عبد الله البجلي القسري وحبسه. فلمَّا حُبِس عبد الكريم بن عجرد افترق أتباعه على ثمان فرقٍ وإن كان بعضها يُكفِّر بعضًا منها: الصلتية والميمونية والحمزية والخلفية والأطرافية والمحمدية والشعبية والخازمية، وبعضهم صنف للعجاردة خمس عشرة فرقة.